# District de Tieshan
Le district de Tieshan (铁山区 ; pinyin : Tiěshān Qū) est une subdivision administrative de la province du Hubei en Chine. Il est placé sous la juridiction de la ville-préfecture de Huangshi.